# Amaranthus squarrulosus
Amaranthus squarrulosus är en amarantväxtart som först beskrevs av Nils Johan Andersson och Asa Gray, och fick sitt nu gällande namn av Edwin Burton Uline och W. L. Bray < 127844>. Amaranthus squarrulosus ingår i släktet amaranter, och familjen amarantväxter. Inga underarter finns listade i Catalogue of Life.